# Arcibiskupský palác v Zadaru
Arcibiskupský palác v Zadaru (chorvatsky Nadbiskupska palača u Zadru) je sídlo zadarských arcibiskupů v chorvatském Zadaru. Klasicistní palác se nachází na prostranství někdejšího římského fóra a přímo sousedí s kostelem sv. Donata. Objekt je chráněn jako kulturní architektonická památka.

## Historie

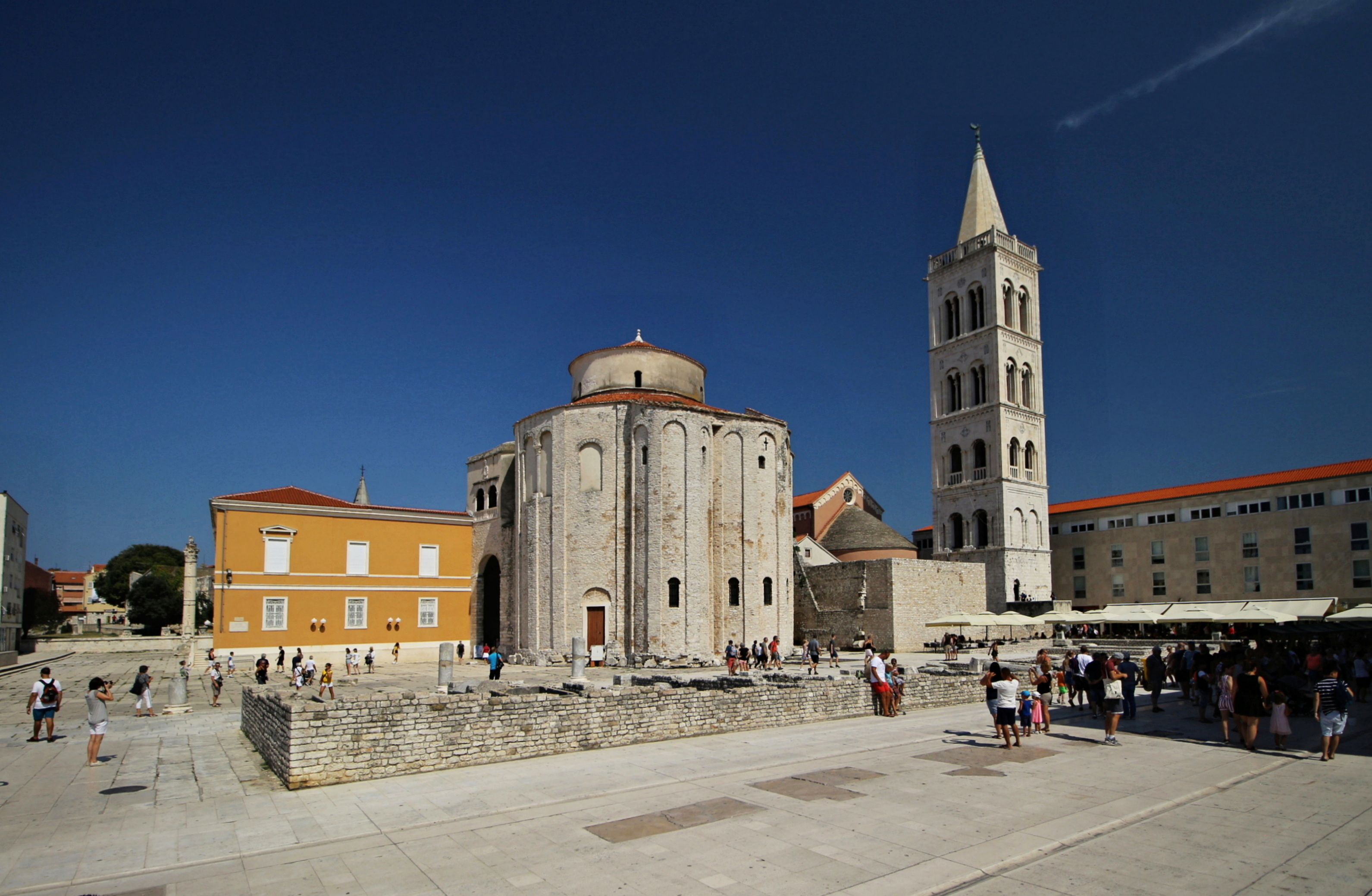
Zadar, arcibiskupský palác vedle kostela sv. Donáta

Založení paláce se datuje do 11. století, svou současnou klasicistní podobu však získal až po rekonstrukci v letech 1829–1832. 
Od románského období do renesance prošla budova několika rekonstrukcemi. Poslední z nich, která předcházela současnému stavu, byla provedena v 15. století za arcibiskupa Vellaressiho. Na vyobrazení původního paláce z doby před rekonstrukcí v 19. století je znázorněn jako malebná budova s románskými slepými arkádami pod střešní římsou, s gotickými a renesančními okny a balkony a vysokou štíhlou věží s gotickým zubatým vrcholkem.
Před arcibiskupským palácem se ve středověku nacházelo rozlehlé prostranství, na kterém byla v roce 1565 postavena velká cisterna se studnou. Postupem času byly na prostranství postaveny domy, které vytvořily široké náměstí, sloužící jako městský trh, „Zelené náměstí“. Tato oblast byla zcela zničena při spojeneckém bombardování města během druhé světové války v letech 1943–1944.
V roce 2005 byl Arcibiskupský palác jako součást širšího komplexu zapsán na seznam světového dědictví UNESCO.